# Atopsyche parihuana
Atopsyche parihuana är en nattsländeart som beskrevs av Schmid 1989. Atopsyche parihuana ingår i släktet Atopsyche och familjen Hydrobiosidae. Inga underarter finns listade i Catalogue of Life.